# Lenkrad (Gamecontroller)

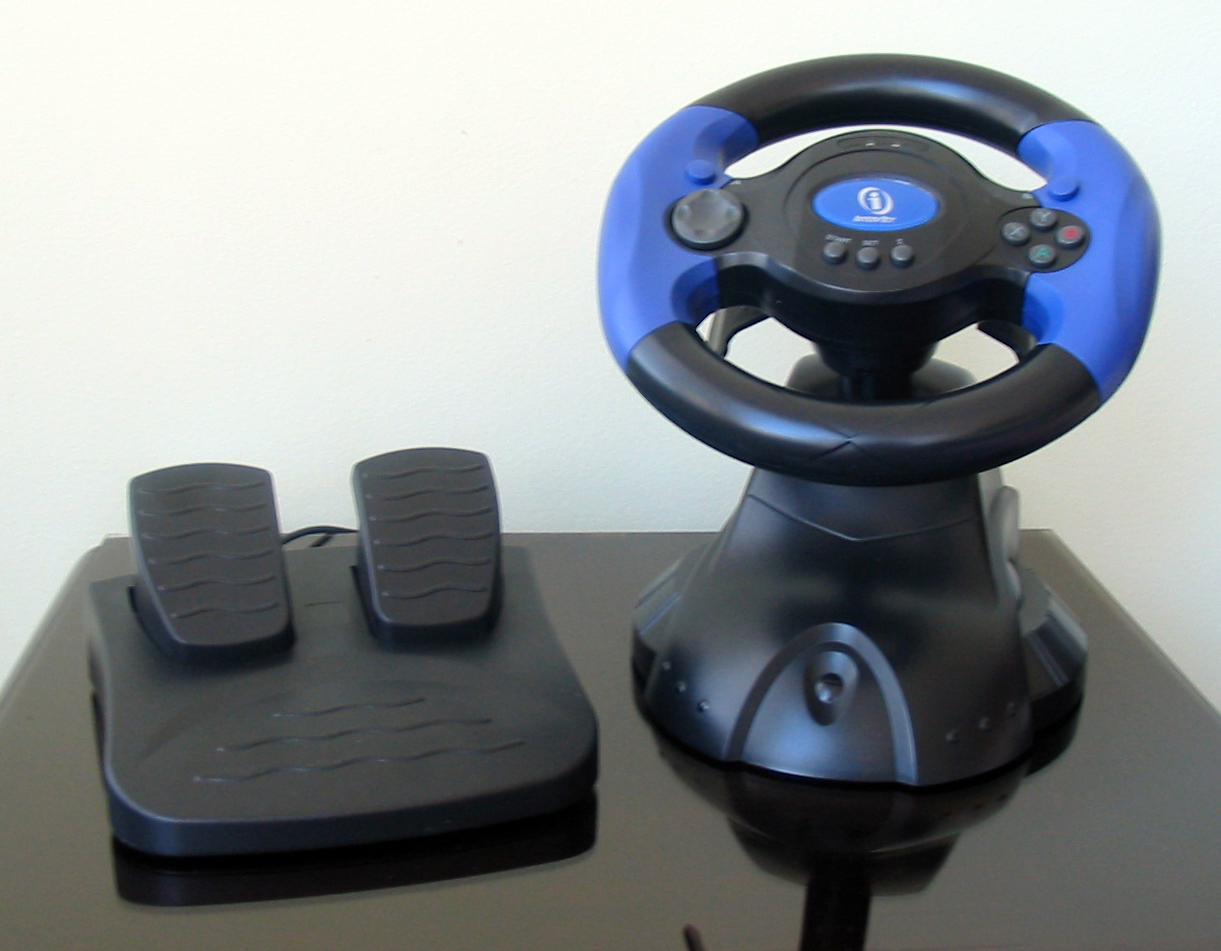
Lenkrad mit zwei Pedalen

Ein Lenkrad dient als Gamecontroller zum Steuern von Rennsimulationen. Üblicherweise besteht das Gerät aus einem großen, als Lenkrad gestaltetem Drehregler und wird zusammen mit Pedalen für Gas-, Brems- und manchmal Kupplungs-Betätigung benutzt. Dazu kommen manchmal verschiedene Schaltelemente (meist Knöpfe), die meist an der Lenkradkonsole befestigt sind. Solch ein Peripheriegerät soll Computerspielern ein realistisches Fahrgefühl vermitteln, indem analog der Lenkwinkel gesteuert und die Pedale bedient werden. Der relativ große Drehwinkel ermöglicht dabei eine genauere Steuerung als mit Tastatur oder Maus möglich wäre. Computer-Lenkräder gibt es für Arcade-Spiele, Spielkonsolen, Computerspiele und auch für professionelle Fahrsimulatoren.

## Entwicklung
Die ersten solchen Lenkräder begannen als einfache Kunststoffräder, die an ein Drehpotentiometer angeschlossen waren. Um den Widerstand beim Einschlagen zu simulieren, waren diese mit Drehfedern versehen. Später wurden anstelle von Federn Elektromotoren verwendet, eine realistischere Kraftrückmeldung zu erhalten (Force Feedback). Erstmals gab es diese Technik im Sidewinder FFB Wheel von Microsoft. Auch bei den Pedalen gibt es Systeme, die eine realistische Weg-Kraft-Kurve erzeugen. Hersteller von Lenkrädern für Computerspiele sind u. a. Fanatec, Logitech, Microsoft und Thrustmaster.
Etwa ab dem Jahr 2010 begannen, im Rahmen von Vollsimulatoren, aber auch für Privatnutzung, Entwicklungen zur Verwendung von Servomotoren, da diese eine wesentlich direktere, detailliertere und kraftvollere Rückmeldung leisten können, für die zuerst Industriebauteile verwendet wurden. Diese Art des Lenkrads wird Direct Drive genannt, da anders als bei den üblichen Produkten, bei denen die Verbindung von Lenkrad zu Motor über Zahnräder oder Riemen geschieht, bei diesen System der Lenkradkranz direkt auf der Motorwelle angesetzt ist. Ab 2015 verbreiteten sich zunehmend angepasste Speziallösungen für die Ansteuerung der Industriekomponenten, später begann mit Granite Devices ein Anbieter von Industrieservo-Steuerungen den Vertrieb von Plug-and-Play Komplettsystemen. Fanatec stieg in seinem Hochpreissegment ebenso auf Direct Drive-Systeme um.

## Häufige Komponenten

### (Lenkrad-)Basis
Das dicke Gehäuse, an dem das Lenkrad selbst durch eine Nabe angeschlossen wird, ist die (Lenkrad-)Basis. In dieser Basis sind ein oder mehrere Motoren, die eine Kraft auf das Lenkrad ausüben. So werden die sogenannten Force Feedback-Effekte erzeugt. Das heißt, dass die Lenkradbasis bestimmt, wie stark die Force Feedback-Effekte sind. Das Lenkrad selber hat nur Auswirkungen darauf, wie gut diese Force Feedback-Effekte auf das Lenkrad übertragen werden. Deswegen fühlen sich die Force Feedback-Effekte bei manchen Lenkrädern detaillierter als bei anderen an, obwohl die Basis dieselbe ist.

### Pedale
An die Basis können Gas-, Brems- und Kupplungs-Pedale angeschlossen werden, wobei die Kupplungspedale nur optional sind. Falls die Kupplungspedale allerdings nicht mit dabei sind, kann man auch auf dem Lenkrad selbst kuppeln. Dafür gibt es sogenannte Schaltwippen auf dem Lenkrad.
Üblicherweise gibt es entweder Pedal-Sets mit zwei Pedalen (Gas- und Brems-Pedale) oder mit drei Pedalen (Gas-, Brems- und Kupplungs-Pedale).

### Schalthebel
Ein Schalthebel ist in gemeinsamer Verwendung mit einem Kupplungspedal zu empfehlen. Damit können in Rennsimulationen die Gänge gewechselt werden. Der Schalthebel wird, wie bei den Pedalen auch, normalerweise direkt an die Lenkradbasis angeschlossen.

### Rennsitz/Wheelstand
Oft wird die Lenkrad-Basis-Kombo mithilfe von Zwingen an eine Tischplatte befestigt. Allerdings kann sie auch an eine Rennsitzvorrichtung oder an einem sogenannten Wheelstand befestigt werden. Beide bieten Befestigungsmöglichkeiten für Lenkrad(-basis), Pedale und Schalthebel. Der Unterschied zwischen einer Rennsitzvorrichtung und einem Wheelstand ist, dass bei einem Wheelstand der Sitz nicht dabei ist.
Oft wird ein Wheelstand gekauft, um Platz und Geld zu sparen. Der Vorteil eines Rennsitzes ist aber, dass man so die optimale Position hat – so wie in einem echten Auto auch.